# Guerra de la Independencia de Eritrea
La Guerra de Independencia de Eritrea (1 de septiembre de 1961 - 25 de mayo de 1991) fue un conflicto en el que lucharon el gobierno etíope y fuerzas separatistas eritreas, antes y durante la guerra civil etíope.
Eritrea fue una colonia italiana desde la década de 1880 hasta la derrota de los italianos por los aliados de la Segunda Guerra Mundial en 1941, y luego se convirtió brevemente en un protectorado británico hasta 1951. La Asamblea General de las Naciones Unidas celebró una reunión sobre el destino de Eritrea, en el que la mayoría de los delegados votaron por la federación de Eritrea con Etiopía, y Eritrea se convirtió en un estado constituyente de la Federación de Etiopía y Eritrea en 1952. En un principio la Federación duraría diez años en los que los eritreos podrían ejercer una autonomía limitada  y tomar decisiones formalmente soberanas tales como formar un parlamento, pero continuarían sometidos a la corona etíope para asuntos de geopolítica y economía. La Asamblea también asignó al comisionado Anzio Mattienzo para supervisar el proceso. Se suponía que los eritreos reclamarían a Eritrea como un estado soberano independiente después de los diez años de federación. Sin embargo, la disminución de la autonomía de Eritrea y el creciente descontento con el gobierno etíope provocaron un movimiento de independencia encabezado por el Frente de Liberación de Eritrea (ELF) en 1961. Hamid Idris Awate comenzó oficialmente la lucha armada por la independencia eritrea el 1 de septiembre de 1961 en la montaña de Adal, cerca de la ciudad de Agordat, en el suroeste de Eritrea. Etiopía anexó Eritrea el año siguiente.
Después de la Revolución Etíope en 1974, el Derg abolió el Imperio Etíope y estableció un estado comunista marxista-leninista. El Derg contó con el apoyo de la Unión Soviética y otras naciones comunistas en la lucha contra los eritreos. El ELF fue apoyado diplomática y militarmente por varios países, particularmente la República Popular China, que suministró al ELF armas y entrenamiento hasta 1972, cuando Etiopía reconoció a Beijing como el gobierno legítimo de China.
El Frente Popular de Liberación de Eritrea (EPLF) se convirtió en el principal grupo de liberación en 1977, expulsando al ELF de Eritrea y luego causando la Guerra de Ogaden para lanzar una guerra de desgaste contra Etiopía. El gobierno etíope bajo el Partido de los Trabajadores de Etiopía perdió el apoyo soviético a fines de la década de 1980 y fue abrumado por grupos antigubernamentales etíopes, financiados por la CIA en su mayoría, lo que permitió que el EPLF derrotara a las fuerzas etíopes en Eritrea en mayo de 1991.
El Frente Democrático Revolucionario del Pueblo Etíope (EPRDF), con la ayuda del EPLF, derrotó a la República Democrática Popular de Etiopía (PDRE) cuando tomó el control de la capital, Adís Abeba, un mes después. En abril de 1993, el pueblo de Eritrea votó casi por unanimidad a favor de la independencia en el referéndum de independencia de Eritrea, con el reconocimiento internacional formal de una Eritrea soberana e independiente ese mismo año.

## Antecedentes
Los italianos colonizaron Eritrea en 1890. En 1936, Italia invadió Etiopía y la declaró parte de su imperio colonial, al que llamaron África Oriental Italiana. La Somalilandia italiana también formaba parte de esa entidad. Había una administración italiana unificada.[cita requerida]
Conquistada por los aliados en 1941, el África oriental italiana se subdividió. Etiopía liberó su tierra anteriormente ocupada por Italia en 1941. La Somalilandia italiana permaneció bajo el dominio italiano, pero como un protectorado de las Naciones Unidas no una colonia, hasta 1960 cuando se unió con la Somalilandia británica, para formar el estado independiente de Somalia.
Eritrea se convirtió en un protectorado británico desde el final de la Segunda Guerra Mundial hasta 1951. Sin embargo, hubo un debate sobre lo que debería suceder con Eritrea después de que los británicos se fueran. La delegación británica ante las Naciones Unidas propuso que Eritrea se dividiera en líneas religiosas con los cristianos en Etiopía y los musulmanes en Sudán. En 1952, las Naciones Unidas decidieron federar Eritrea a Etiopía, con la esperanza de reconciliar las reivindicaciones de soberanía de Etiopía y las aspiraciones de independencia de Eritrea. Aproximadamente nueve años después, el emperador etíope Haile Selassie disolvió la federación y anexó Eritrea, lo que provocó una lucha armada de treinta años en Eritrea.

## Revolución
Durante la década de 1960, la lucha por la independencia de Eritrea fue dirigida por el Frente de Liberación de Eritrea (ELF). La lucha por la independencia puede entenderse correctamente como la resistencia a la anexión de Eritrea por Etiopía mucho después de que los italianos abandonaran el territorio. Además, se pueden considerar las acciones de la monarquía etíope contra los musulmanes en el gobierno de Eritrea como un factor que contribuyó a la revolución. Al principio, este grupo dividió el movimiento de liberación a lo largo de líneas étnicas y geográficas. Los cuatro mandos zonales iniciales de la ELF eran todas zonas de tierras bajas y principalmente musulmanes. Pocos cristianos se unieron a la organización al principio, por temor a la dominación musulmana.
Después de una creciente privación de derechos con la ocupación etíope, los cristianos de las tierras altas comenzaron a unirse al ELF. Por lo general, estos cristianos eran parte de la clase alta o tenían educación universitaria. Esta creciente afluencia de voluntarios cristianos impulsó la apertura del quinto comando (cristiano de las tierras altas). Las luchas internas dentro del comando ELF junto con la violencia sectaria entre los diversos grupos zonales dividieron la organización.
La guerra comenzó el 1 de septiembre de 1961 con la batalla de Adal, cuando Hamid Idris Awate y sus compañeros realizaron los primeros disparos contra el ejército y la policía de ocupación etíope. En 1962, el emperador Haile Selassie disolvió unilateralmente la federación y el parlamento eritreo y anexó el país.

## Guerra (1961-1991)
En 1970, los miembros del grupo tuvieron una pelea y varios grupos diferentes se separaron del ELF. Durante este tiempo, el ELF y los grupos que más tarde se unieron para formar el Frente de Liberación del Pueblo de Eritrea (EPLF) libraron una amarga guerra civil. Las dos organizaciones se vieron obligadas por voluntad popular a reconciliarse en 1974 y participaron en operaciones conjuntas contra Etiopía.
En 1974, el emperador Haile Selassie fue derrocado en un golpe de Estado. El nuevo gobierno etíope, llamado Derg, era una junta militar marxista, que finalmente llegó a ser controlada por el hombre fuerte Mengistu Haile Mariam. El nuevo régimen de Derg tardó de tres a cuatro años más en obtener el control completo de Etiopía, Eritrea y partes de Somalia. Tras este cambio de gobierno, seguido del reconocimiento internacional, Etiopía inició una alianza estratégica con la Unión Soviética.
Muchos de los grupos que se separaron del ELF se unieron en 1977y formaron el EPLF. A finales de la década de 1970, el EPLF se había convertido en el grupo eritreo armado dominante que luchaba contra el gobierno etíope. El líder de la organización paraguas era el Secretario General del EPLF Ramadan Mohammed Nour, mientras que el Secretario General Adjunto era Isaias Afewerk Gran parte del equipo utilizado para combatir a Etiopía fue capturado del ejército etíope.

Mapa de Eritrea cuando todavía estaba adscrito a Etiopía como federación, y más tarde como anexión.

Durante este tiempo, el Derg no pudo controlar a la población solo por la fuerza. Para complementar sus guarniciones, se enviaron fuerzas en misiones para infundir miedo en la población, incluidas masacres que tuvieron lugar en partes principalmente musulmanas de Eritrea, incluidas las aldeas de She'eb, Hirgigo, Elabared y la ciudad de Om Hajer; también se produjeron masacres en zonas predominantemente cristianas. El advenimiento de estos brutales asesinatos de civiles independientemente de su raza, religión o clase fue la gota que colmó el vaso para muchos eritreos que no estaban involucrados en la guerra, y en este punto muchos huyeron del país o se fueron al frente.

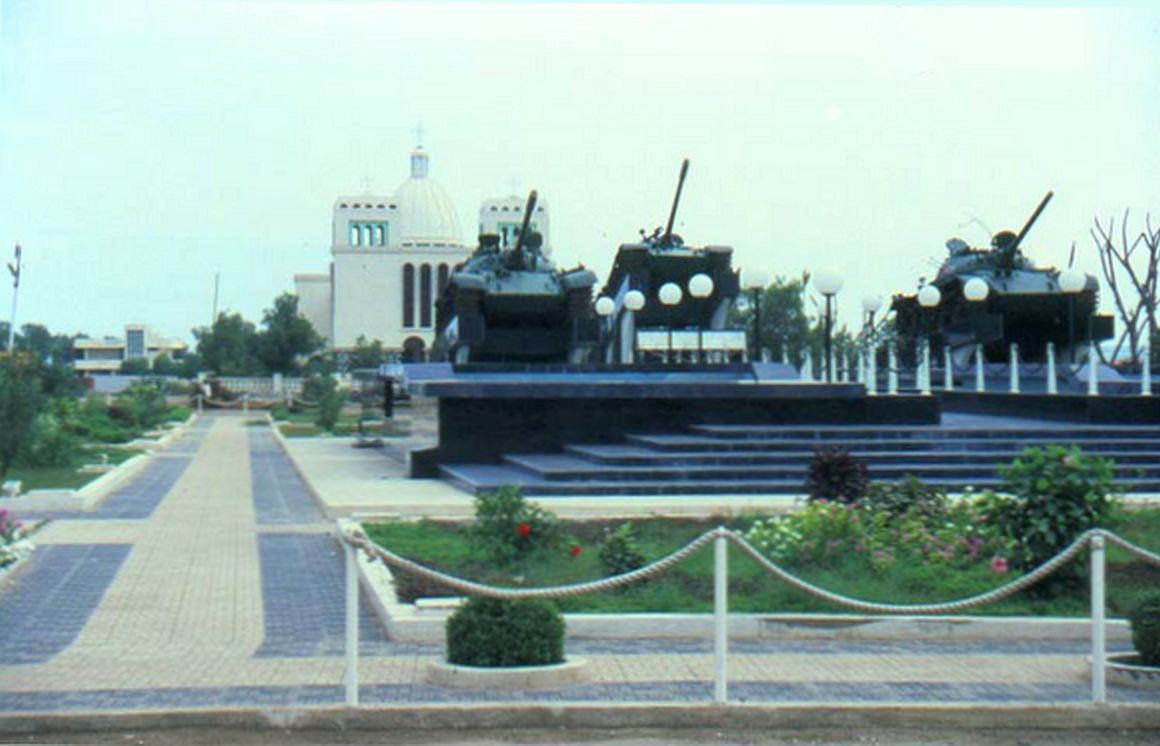
La Plaza Memorial de Guerra en Massawa, Eritrea.

De 1975 a 1977, el ELF y el EPLF superaron en número al ejército etíope y invadieron toda Eritrea excepto Asmara, Massawa y Barentu. En 1977, el EPLF estaba preparado para expulsar a los etíopes de Eritrea, utilizando una invasión militar simultánea desde el este por Somalia en Ogaden para desviar los recursos militares etíopes. Pero en un giro dramático, el Derg logró repeler la incursión somalí, principalmente gracias a un puente aéreo masivo de armas soviéticas. Después de eso, utilizando la considerable mano de obra y el equipo militar disponible de la campaña somalí, el ejército etíope recuperó la iniciativa y obligó al EPLF a retirarse. Esto fue más notable en la batalla de Barentu y la batalla de Massawa.
Entre 1978 y 1986, el Derg lanzó ocho grandes ofensivas contra los movimientos independentistas, pero todas fracasaron en aplastar al movimiento guerrillero. En 1988, con la batalla de Afabet, el EPLF capturó Afabet y sus alrededores, entonces cuartel general del ejército etíope en el noreste de Eritrea, lo que provocó que el ejército etíope se retirara de sus guarniciones en las tierras bajas occidentales de Eritrea. Los combatientes del EPLF se trasladaron a posiciones alrededor de Keren, la segunda ciudad más grande de Eritrea. Mientras tanto, otros movimientos disidentes avanzaban en Etiopía.
Durante todo el conflicto Etiopía utiliza "gas antipersonal", napalm, y otros dispositivos incendiarios.
A finales de la década de 1980, la Unión Soviética informó a Mengistu que no renovaría su acuerdo de defensa y cooperación. Con el cese del apoyo y los suministros soviéticos, la moral del ejército etíope se desplomó y el EPLF, junto con otras fuerzas rebeldes etíopes, comenzaron a avanzar sobre las posiciones etíopes. El esfuerzo conjunto para derrocar al régimen marxista de Mengistu fue un esfuerzo conjunto de la mayoría de las fuerzas del EPLF, unidas con otros grupos de facciones etíopes que consisten principalmente en frentes de liberación tribales (por ejemplo: el Frente de Liberación de Oromo, el Frente de Liberación del Pueblo de Tigray, que estaban juntos en batallas contra el ELF y otras batallas clave en las que muchos tigrayanos se perdieron en las guerras civiles de Eritrea y el EPRDF, un conglomerado del régimen actual del TPLF y la Organización Democrática Popular de Oromo marxista que se hizo prominente por reclutar desertores del Derg cuando el EPLF y el EPRDF ocuparon partes de las provincias de Wolo y Shewa en Etiopía).

## Conversaciones de paz
El expresidente de los Estados Unidos, Jimmy Carter, con la ayuda de algunos funcionarios del gobierno de los Estados Unidos y de las Naciones Unidas, intentó mediar en las conversaciones de paz con el EPLF, organizadas por el Centro Presidencial Carter en Atlanta, Georgia en septiembre de 1989. Ashagre Yigletu, vice primer ministro de la República Democrática Popular de Etiopía (PDRE), ayudó a negociar y firmó un acuerdo de paz en noviembre de 1989 con el EPLF en Nairobi, junto con Jimmy Carter y Al-Amin Mohamed Seid. Sin embargo, poco después de la firma del acuerdo, se reanudaron las hostilidades. Yigletu también dirigió las delegaciones del gobierno etíope en conversaciones de paz con el líder del TPLF, Meles Zenawi, en noviembre de 1989 y marzo de 1990 en Roma. También intentó nuevamente encabezar la delegación etíope en conversaciones de paz con el EPLF en Washington D. C. hasta marzo de 1991.

## Reconocimiento
Después del final de la Guerra Fría, Estados Unidos jugó un papel facilitador en las conversaciones de paz en Washington D. C. durante los meses previos a la caída del régimen de Mengistu en mayo de 1991. A mediados de mayo, Mengistu dimitió como jefe del gobierno etíope y se exilió en Zimbabue, dejando un gobierno provisional en Adís Abeba. Una delegación estadounidense de alto nivel estuvo presente en Adís Abeba para la conferencia del 1 al 5 de julio de 1991 que estableció un gobierno de transición en Etiopía. Tras derrotar a las fuerzas etíopes en Eritrea, el EPLF asistió como observador y mantuvo conversaciones con el nuevo gobierno de transición sobre la relación de Eritrea con Etiopía. El resultado de esas conversaciones fue un acuerdo en el que los etíopes reconocieron el derecho de los eritreos a celebrar un referéndum sobre la independencia. El referéndum se celebró en abril de 1993 y el pueblo eritreo votó casi por unanimidad a favor de la independencia, y la Misión de Observadores de la ONU para Verificar el Referéndum en Eritrea (UNOVER) verificó la integridad del referéndum. El 28 de mayo de 1993, las Naciones Unidas admitieron oficialmente a Eritrea como Miembro. A continuación se muestran los resultados del referéndum:
| Elección                                      | Votos     | %     |
| --------------------------------------------- | --------- | ----- |
| sí                                            | 1 100 260 | 99,83 |
| No                                            | 1822      | 0,17  |
| Votos inválidos / en blanco                   | 328       | -     |
| Total                                         | 1 102 410 | 100   |
| Votantes registrados / participación          | 1 156 280 | 98,52 |
| Fuente: Base de datos de elecciones africanas |           |       |

| Región                     | ¿Quiere que Eritrea sea un país independiente y soberano? | ¿Quiere que Eritrea sea un país independiente y soberano? | ¿Quiere que Eritrea sea un país independiente y soberano? | Total   |
| Región                     | sí                                                        | No                                                        | descontado                                                | Total   |
| -------------------------- | --------------------------------------------------------- | --------------------------------------------------------- | --------------------------------------------------------- | ------- |
| Asmara                     | 128 443                                                   | 144                                                       | 33                                                        | 128 620 |
| Barka                      | 4425                                                      | 47                                                        | 0                                                         | 4472    |
| Denkalia                   | 25 907                                                    | 91                                                        | 29                                                        | 26 027  |
| Gash-Setit                 | 73 236                                                    | 270                                                       | 0                                                         | 73 506  |
| Hamasien                   | 76 654                                                    | 59                                                        | 3                                                         | 76 716  |
| Akkele Guzay               | 92 465                                                    | 147                                                       | 22                                                        | 92 634  |
| Sahel                      | 51 015                                                    | 141                                                       | 31                                                        | 51 187  |
| Semhar                     | 33 596                                                    | 113                                                       | 41                                                        | 33 750  |
| Seraye                     | 124 725                                                   | 72                                                        | 12                                                        | 124 809 |
| Senhit                     | 78 513                                                    | 26                                                        | 1                                                         | 78 540  |
| Luchadores por la libertad | 77 512                                                    | 21                                                        | 46                                                        | 77 579  |
| Sudán                      | 153 706                                                   | 352                                                       | 0                                                         | 154 058 |
| Etiopía                    | 57 466                                                    | 204                                                       | 36                                                        | 57 706  |
| Otro                       | 82 597                                                    | 135                                                       | 74                                                        | 82 806  |
| %                          | 99,79                                                     | 0,17                                                      | 0,03                                                      |         |